# Coushatta (Louisiana)
Coushatta település az Amerikai Egyesült Államok Louisiana államában, Red River megyében, melynek megyeszékhelye is. Lakosainak száma 1752 fő (2020. április 1.).

## Népesség
A település népességének változása:

| 2010 | 1 964 |
| 2020 | 1 752 |